# Gustaf Magnusson (militär)

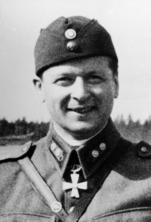
Gustaf Magnusson.

Gustaf Erik Magnusson, född 8 december 1902 i Nedertorneå, död 27 december 1993 i Helsingfors, var en finländsk militär. 
Magnusson anslöt sig som 16-åring till Jägarregementet 3 och deltog 1918 i striderna vid Kuopio, Tammerfors och Viborg. Via Kadettskolan 1923–1925 sökte han sig till flygvapnet, där han tjänstgjorde vid 1. Avdelta flygflottiljen och därefter i flygstaben. Efter kommendering till Frankrike och Nederländerna, där han testade Fokkerjaktplan, samt till Tyskland, där han studerade jaktplanstaktik vid den berömda Geschwader Richthofen, utsågs han 1938 till chef för jaktplansdivision 24. I vinterkriget deltog han som divisionschef med sex personliga segrar. 
Vintern 1943–1944 övertog Magnusson ledningen av Flygregementet 3 på Karelska näset. Där genomförde han en omorganisation av luftförsvaret, som kom att få en avgörande betydelse för hejdandet av det ryska storanfallet sommaren 1944. Bombflygets och jaktplanens operationer koordinerades både sinsemellan och med de på marken stridande trupperna. En reträttplan uppgjordes, som trädde i kraft omedelbart när storanfallet började. Tillsammans med tyska Gefechtsverband Kuhlmey gjorde hans regemente avgörande insatser vid framför allt Tali-Ihantala och Vuosalmi. Magnusson blev överste 1944 och för hans egna insatser vid skapandet och utvecklandet av Finlands flygvapen belönades med Mannerheimkorset av andra klasen den 26 juni 1944 mitt under de avgörande striderna i den så kallade VKT-linjen (Viborg-Kuparisaari-Taipale) .
Magnusson avgick ur aktiv tjänst 1946 och tog anställning vid Nordiska föreningsbanken som direktör för dess kontor i Varkaus och Lahtis, varefter han flyttade till huvudkontoret i Helsingfors, där han verkade fram till 1970. Han befordrades 1993 till generalmajor i reserven. 